# Andrew Trimble
Andrew David Trimble (* 20. Oktober 1984 in Coleraine, County Londonderry, Nordirland) ist ein nordirischer Rugby-Union-Spieler. Er wird als Outside Centre oder auch als Wing eingesetzt.

## Leben und Karriere
Trimble besuchte zunächst die Coleraine Academical Institution. Nach erfolgreichem Abschluss studierte er ein Jahr Physik an der Queen’s University Belfast, wechselte aber danach zum Belfast Bible College, um Theologie zu studieren. Im März 2009 heiratete Trimble seine Frau Anna.
Seit 2005 spielt er für Ulster Rugby. Im Jahre 2006 wurde Trimble Ulster Rugby Spieler des Jahres. Ebenso spielte er in der AIB League für den Ballymena RFC und die irische U21-Mannschaft.
Für die irische Rugby-Union-Nationalmannschaft gab er sein Debüt als Ersatz für den verletzten Brian O’Driscoll bei den 2005 IRB Autumn Internationals. Er war im Kader Irlands bei der Rugby-Union-Weltmeisterschaft 2007 und der Rugby-Union-Weltmeisterschaft 2011. Außerdem spielte er bei den Six Nations 2014 für Irland.